# کالیتری
کالیتری (به ایتالیایی: Calitri) یک کومونه در ایتالیا است که در استان آولینو واقع شده‌است.

## خصوصیات
کالیتری ۱۰۰٫۸۸ کیلومترمربع مساحت و ۵٬۰۴۲ نفر جمعیت دارد و ۵۳۰ متر بالاتر از سطح دریا واقع شده‌است.

## خواهرخوانده
شهر لاونا پونت ترسا خواهرخواندهٔ کالیتری هست.